# Malaconothrus plumosus
Malaconothrus plumosus är en kvalsterart som beskrevs av Rainer Willmann 1929. Malaconothrus plumosus ingår i släktet Malaconothrus och familjen Malaconothridae. Inga underarter finns listade i Catalogue of Life.